# Espedito
Espedito  è un nome proprio di persona italiano maschile.

## Varianti
- Ipocoristici: Spedito
- Femminili: Espedita

### Varianti in altre lingue
- Francese: Expédit
- Latino: Expeditus[1]
- Polacco: Ekspedyt
- Portoghese: Expedito
- Rumeno: Expedito
- Russo: Экспедит (Ėkspedit)
- Spagnolo: Expedito
- Tedesco: Expedit

## Origine e diffusione
Deriva dal tardo nome latino Expeditus, basato sul participio perfetto del verbo expedire, "liberare", "sciogliere dai legami".
La sua origine e la sua diffusione sono entrambe dovute al culto di sant'Espedito. È distribuito in tutta Italia, ma con maggiore frequenza in Campania per la forma base, e nel Cosentino e nel Catanzarese per la forma Spedito.

## Onomastico
L'onomastico ricorre il 19 aprile in memoria del già citato sant'Espedito, martire a Melitene con altri compagni

## Persone
- Espedito Chionna, calciatore e allenatore di calcio italiano